# Bảo Thuận, Ba Tri
Bảo Thuận là một xã thuộc huyện Ba Tri, tỉnh Bến Tre, Việt Nam.
Xã Bảo Thuận có diện tích 24,92 km², dân số năm 1999 là 8.378 người, mật độ dân số đạt 336 người/km².

## Địa lý
Địa giới xã Bảo Thuận:
Phía đông giáp xã Bảo Thạnh và sông Ba Lai.
Phía tây giáp xã Tân Thủy và xã Vĩnh Hoà.
Phía nam giáp xã Tân Thủy và biển Đông.
Phía bắc giáp xã Bảo Thạnh và xã Phước Ngãi.

## Kinh tế
Nghề muối của diêm dân xã Bảo Thuận huyện Ba Tri được hình thành từ lâu.Trên địa bàn xã Bảo Thuận có trên 1.080 hộ sản xuất muối với hơn 6.822lao động, quy mô sản xuất nhỏ, diện tích sản xuất là 738 ha, trung bình từ 0,5- 1ha/hộ và từ 2-4 lao động thường xuyên/ha, thu nhập bình quân 800.000đ/người/tháng.
Năm 2009 là năm thuận lợi cho diêm dân của xã do trúng mùa và được giá, sản lượng đạt 36.000 tấn, năng suất bình quân 38 tấn/ha. Giá bán muối tại ruộng vào đầu vụ 1000-1400đ/kg và cuối vụ 1500đ/kg. Do muối có chất lượng và năng suất thấp nên thu nhập của diêm dân vẫn rất khó khăn.
Thời gian sản xuất muối trung bình từ 4 – 5 tháng/năm, bắt đầu từ tháng 11 – 12 năm trước và kết thúc vào tháng 4 – 5 năm sau.